# Tình ca (bài hát của Hoàng Việt)
"Tình ca" là một nhạc phẩm nổi tiếng của nhạc sĩ Hoàng Việt sáng tác năm 1957, theo điệu Blues. Bài hát được nhiều thế hệ người Việt Nam yêu mến, nhà thơ Bảo Định Giang đã viết: "Sau hơn 40 năm, "Tình ca" vẫn ngân vang khắp nước".

## Hoàn cảnh sáng tác
Năm 1954, Hoàng Việt tập kết ra Bắc còn vợ vẫn ở miền Nam. Trong hoàn cảnh đất nước bị chia cắt, gia đình ly tán, năm 1957, ông đã sáng tác "Tình ca" khi đang học Trường Âm nhạc Việt Nam. Hoàng Việt đặt tên bài hát là "Tình ca", vì ông rất thích bản "Tình ca" do nhạc sĩ Phạm Duy sáng tác năm 1953.
Ngay sau khi sáng tác, bài hát là "một tác phẩm thanh nhạc được dư luận đánh giá là bản tình ca hay nhất thời bấy giờ". Tuy nhiên "Tình ca" có số phận khá long đong. Khi ca sĩ Quốc Hương thể hiện "Tình ca" lần đầu tiên ở Hà Nội, một số nhạc sĩ cho rằng ca từ bài hát bi lụy, yếu đuối. "Tình ca" vì vậy không được tiếp tục phổ biến nữa, khi Hoàng Việt vào chiến trường miền Nam rồi hy sinh ngày 31 tháng 12 năm 1967, bài hát mới dần dần được trình diễn.

## Một số ca sĩ thể hiện thành công
- Quốc Hương
- Trần Khánh
- Trung Kiên
- Kiều Hưng
- Quang Thọ
- Quang Lý
- Trọng Tấn
- Đăng Dương
- Đức Tuấn

## "Tình ca II"
Đầu năm 2007, một bài hát chưa từng công bố của Hoàng Việt có tên là "Tình ca II" hay "Vẳng từ quê mẹ" được báo Tuổi trẻ giới thiệu với công chúng. Theo lời kể của bà Lâm Thị Ngọc Hạnh, phu nhân nhạc sĩ Hoàng Việt thì bài hát được ông (khi ấy đang học tại Nhạc viện Sofia) gửi về vào khoảng năm 1958-1959. Trích lời bài hát:
Đây còn đây sông núi xưa vẫn đẹp như tình em chung thủy đợi tháng năm chưa hề nhạt phai.
Quê hương dù bóng đêm còn che mờ nửa trời.
Nhưng trái tim yêu đời.
Sáng như ánh dương ngời ngời.
Cho dù sao dời vật đổi.
Cho dù núi lấp sông ngăn.
Nguyên niềm tin tưởng lòng mang...